# Fratelli tutti
Fratelli tutti (en français : « Tous frères ») est une encyclique du pape François signée le 3 octobre 2020 et publiée le lendemain, jour de la fête de saint François d'Assise. Elle porte « sur la fraternité et l'amitié sociale. »
Faisant de nombreuses références aux Évangiles, aux théologiens et figures du christianisme, catholiques ou non, Fratelli tutti s'appuie également sur le document sur la fraternité humaine co-signé en 2019 avec Ahmed el-Tayeb, recteur de la mosquée al-Azhar.

## Contexte

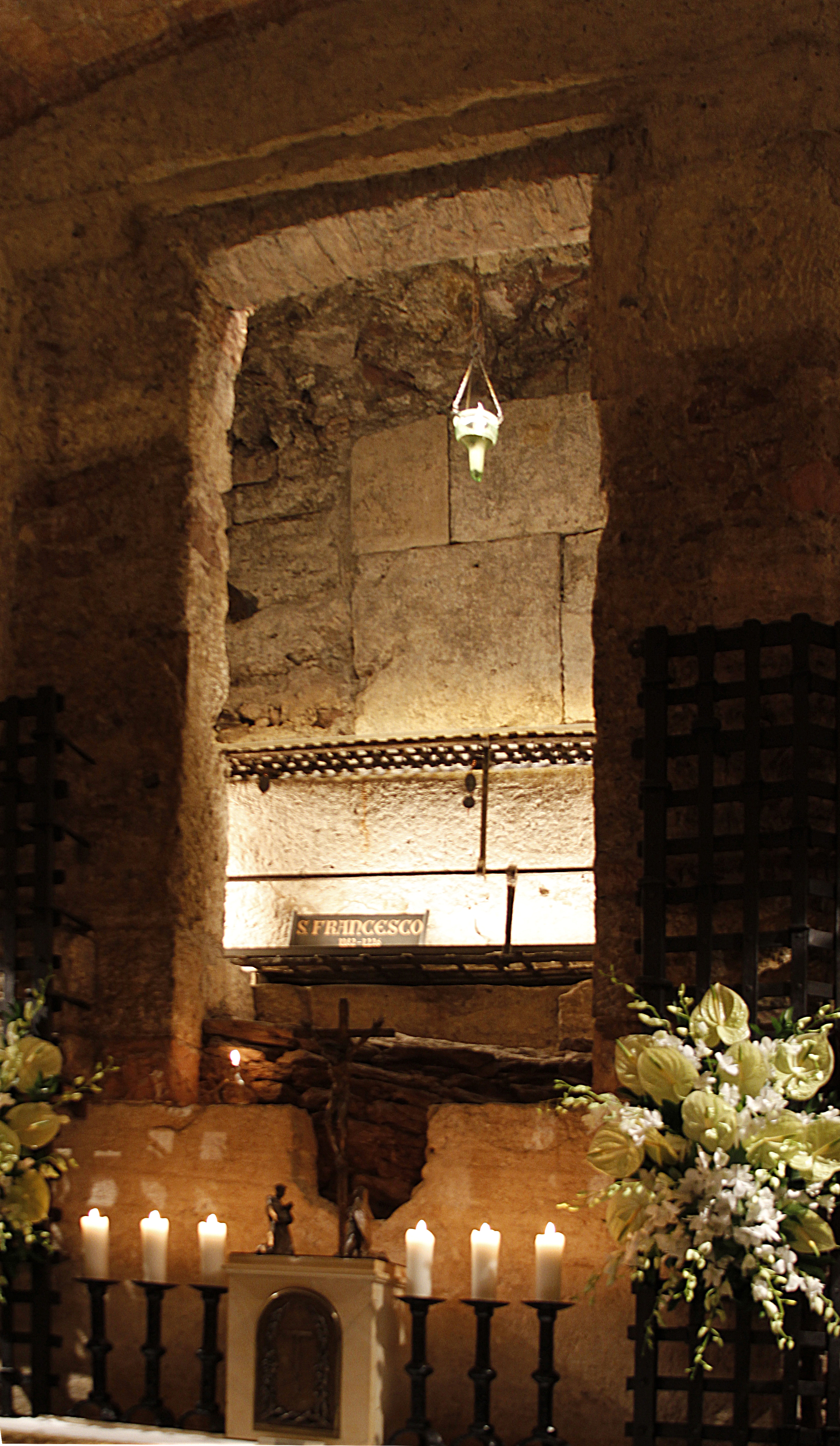
Le tombeau de François d'Assise, lieu de signature de l'encyclique.

Fratelli tutti est la troisième encyclique du pape François, après Lumen fidei et Laudato si'. Pour plusieurs observateurs, elle apparaît comme l'encyclique incarnant la « maturité » mais aussi le « bilan » de son pontificat,.
La date choisie pour la signature de l'encyclique est le 3 octobre 2020, à Assise, plus précisément au Sacro Convento. Cette date correspond à la veille de la fête liturgique de François d'Assise, d'après qui Jorge Bergoglio a choisi son nom de pape. La nouvelle de la publication intervient le 5 septembre 2020 et est effectuée simultanément par Enzo Fortunato, directeur de la salle de presse du Vatican, et par Domenico Sorrentino (it), évêque d'Assise.
Cette visite à Assise constitue la première sortie du Vatican pour le pape depuis le début de la pandémie de Covid-19, mais le quatrième passage dans cette ville depuis le  début de son pontificat en mars 2013. La pandémie elle-même n'est pas la raison de la publication de l'encyclique, mais elle en amplifie les constats dressés par le pape, notamment dans l'absence de coopération entre les acteurs pour lutter contre la maladie,,.

## Rédaction
Le pape, dans sa rédaction de l'encyclique, fut assisté par le dicastère pour le service du développement humain intégral. Famille chrétienne estime qu'une part de la rédaction, ou tout au moins de l'inspiration, du texte, serait du fait de Bruno-Marie Duffé, qui assiste le cardinal Peter Turkson dans la direction de ce dicastère.
Bien que le titre de l'encyclique soit en italien, la première rédaction est faite en espagnol, langue maternelle du pape.

## Publication

La signature du pape François.

Le pape François signe l'encyclique le 3 octobre 2020 à Assise, devant le tombeau de François d'Assise, après avoir célébré une messe en ce lieu, première messe qu'un pape célèbre à cet endroit. C'est aussi la première fois qu'une encyclique est signée hors de Rome,. L'encyclique est publiée le lendemain. La publication de l'encyclique est accompagnée d'une conférence de presse tenue le jour même.

## Titre
Le titre de l'encyclique, Fratelli tutti (« Tous frères »), est directement tiré des Admonitions de François d'Assise. Le pape François y avait fait allusion plus tôt dans l'année, le 14 mai 2020, lors de la messe qu'il présidait à la maison Sainte-Marthe : 

« Saint François d'Assise a dit : « Tous frères ». Et pour cela, hommes et femmes de toutes confessions religieuses, aujourd'hui, nous nous unissons à la prière et à la pénitence, pour demander la grâce de la guérison de cette pandémie,. »

Le titre de l'encyclique est, dès avant la publication de celle-ci, critiqué par certaines voix, notamment de femmes catholiques, qui déplorent que la formulation n'inclue pas explicitement hommes et femmes, même si le masculin italien englobe les deux,,.

## Contenu
L'encyclique est analysée comme reprenant « le cœur du message franciscain ». Le pape lui-même la commente en insistant sur la « capacité de fraternité » et l'« esprit de communion humaine » nécessaires à la construction d'« une société plus juste ». Il présente son texte comme une « modeste contribution à la réflexion » pour faire « réagir » ses lecteurs. Le message central de l'encyclique est résumé dans la revue Projet par la phrase « comment la fraternité peut-elle l’emporter sur la méfiance et la compétition ? ».
L'encyclique est explicitement un texte à charge contre « le dogme néolibéral » considéré comme « une pensée pauvre, répétitive ». Le pape dénonce aussi « [l]a spéculation financière, qui poursuit comme objectif principal le gain facile, continue à faire des ravages » alors que « la fragilité des systèmes mondiaux face aux pandémies a mis en évidence que tout ne se résout pas avec la liberté de marché ». Dans son texte, François accuse l'économie mondialisée de diviser, et donc d'être, étymologiquement, « diabolique » (« διάβολος » signifiant « diviseur »). L'unité chrétienne est donc, dans cette perspective, indissociable de la guérison du monde.

### Structure
Le texte de 287 paragraphes est divisé en huit grands chapitres:
Le premier chapitre, « Les ombres d'un monde fermé », est un constat assez sombre du manque de fraternité dans le monde de 2020.
Le deuxième chapitre, « Un étranger sur le chemin », présente la figure du Bon Samaritain en insistant sur la notion de « prochain ».
Le troisième chapitre, « Penser et gérer un monde ouvert », propose l'exemple d'un amour universel qui permette l'avènement du droit des peuples.
Le quatrième chapitre s'intitule « Un cœur ouvert au monde » et invite à faire dialoguer le local et l'universel, notamment dans le cadre des suites de la Pandémie de Covid-19. Le pape invite ses lecteurs à ne pas tomber dans le piège de l'exclusivité de l'un ou de l'autre. Le local aide à conserver les pieds sur terre, le global aide à ne pas tomber dans une étroitesse d'esprit.
Le cinquième chapitre, « La meilleure politique », renvoie dos à dos les échecs des populismes et du libéralisme, et invite à une autre voie.
Dans le sixième chapitre, « Dialogue et amitié sociale », le pape reprend un thème qu'il affectionne, l'amitié sociale, dans lequel il oppose la rencontre et la bienveillance à la cruauté.
Le septième chapitre, « Des parcours pour se retrouver », propose des chemins de construction de la paix, prenant notamment position contre la guerre, l'arme nucléaire et la peine de mort.
Le huitième et dernier chapitre, « Les religions au service de la fraternité dans le monde », s'appuie notamment sur le document sur la fraternité humaine, co-signé le 4 février 2019 avec Ahmed el-Tayeb, recteur de la mosquée al-Azhar. François y insiste notamment sur le rôle positif des religions dans l'avènement de la fraternité humaine.

### Appels
Outre l'appel à la fraternité humaine qui sous-tend l'ensemble du document, sept appels plus concrets sont recensés. Le premier est un appel à la réforme de l'ONU, afin d'éviter que l’autorité « ne soit cooptée par quelques pays » afin d'« éviter que cette organisation soit délégitimée, parce que ses problèmes ou ses insuffisances peuvent être affrontés ou résolus dans la concertation ». Le second est une réaffirmation de l’inadmissibilité de la peine de mort, affirmation qui n'est pas nouvelle ni dans la bouche de François ni sous la plume d'un pape. Le troisième appel concerne plus particulièrement l'Europe et l'invite à accueillir les migrants. Dans son quatrième appel, le pape condamne toute forme d’esclavage, y compris les formes modernes de l'esclavage, notamment visant les femmes, les personnes victimes de trafic d'organes et les travailleurs pauvres. Le cinquième appel est une admonestation visant à la fin de toutes les armes nucléaires. Le sixième est un rappel de la vocation de toutes les religions à la paix, et l'impossibilité pour elles de prôner la violence. Enfin, le septième appel vise à l'unité des chrétiens et rappelle l'urgence de celle-ci.

### Inspiration du texte
De nombreux commentateurs inscrivent la vision du pape François et le texte de Fratelli tutti dans la lignée de la doctrine sociale et des encycliques sociales de l'Église catholique, depuis Léon XIII et Rerum novarum, la particularité du pontife étant plutôt dans son style, qui fait la part belle à la « liberté de ton et une grande attention aux spécificités locales et territoriales »,,,.
De manière plus actuelle, la revue La Civiltà Cattolica, dont les articles ne sont publiés qu'avec l'accord de la Secrétairerie d'État, est citée comme une source d'inspiration forte pour François. Bien que le pape ne la cite pas, plusieurs commentateurs dressent un parallèle entre les écrits d'Hannah Arendt et l'encyclique,,.
Vers la fin de l'encyclique, le pape rend hommage aux figures qui l'ont inspiré : François d'Assise, Martin Luther King, Gandhi et Desmond Tutu. Fratelli tutti est décrite par Eric Sénanque comme étant du même esprit que le document sur la fraternité humaine signé en 2019 avec Ahmed el-Tayeb,. Ce texte a par la suite inspiré la résolution des Nations unies qui a désigné le 4 février comme la Journée Internationale de la Fraternité Humaine,. Charles de Foucauld est montré par le pape François comme un modèle de fraternité.
L'encyclique fait également, surtout dans son deuxième chapitre, la part belle à la parabole du Bon Samaritain et à son interprétation. La notion de prochain élaborée dans l'encyclique est pour partie inspirée de l'interprétation qu'en font Paul Ricœur ainsi qu'un de ses maîtres à penser, Gabriel Marcel. La manière dont cette parabole est abordée est proche de ce qui est proposé dans les Exercices spirituels d'Ignace de Loyola. Le concept d'« amitié sociale » que développe François à partir de cette figure n'est pas présent sous cette forme dans la théologie catholique traditionnelle ; mais le pape l'a couramment utilisé dans son ministère pastoral en Argentine, où l'« amitié sociale » est attestée dès 1983 sous la plume du père Pablo Sudar, dans la revue Teología. L'origine sud-américaine du pape est sensible aussi dans son premier chapitre, qui constitue une évaluation critique de la situation du monde en 2020 ; cette ouverture en forme de constat, concentrée sur les structures et leur dynamique de pouvoir, est une caractéristique marquée dans la théologie de la libération.
Plusieurs observateurs font remarquer que le pape emploie le groupe de trois mots « liberté », « égalité » et « fraternité », sans pour autant faire explicitement référence à la devise française. De plus, le pape critique la déclarations française et universelle des Droits de l'homme pour leur essence jugée abstraite et ne provenant pas « d’une culture consciente et pédagogique de la fraternité »,. Parmi les auteurs explicitement cités par l'encyclique figure également René Voillaume qui avait écrit en 1968 le texte Frères de tous.

Certaines des références utilisées dans l'encyclique
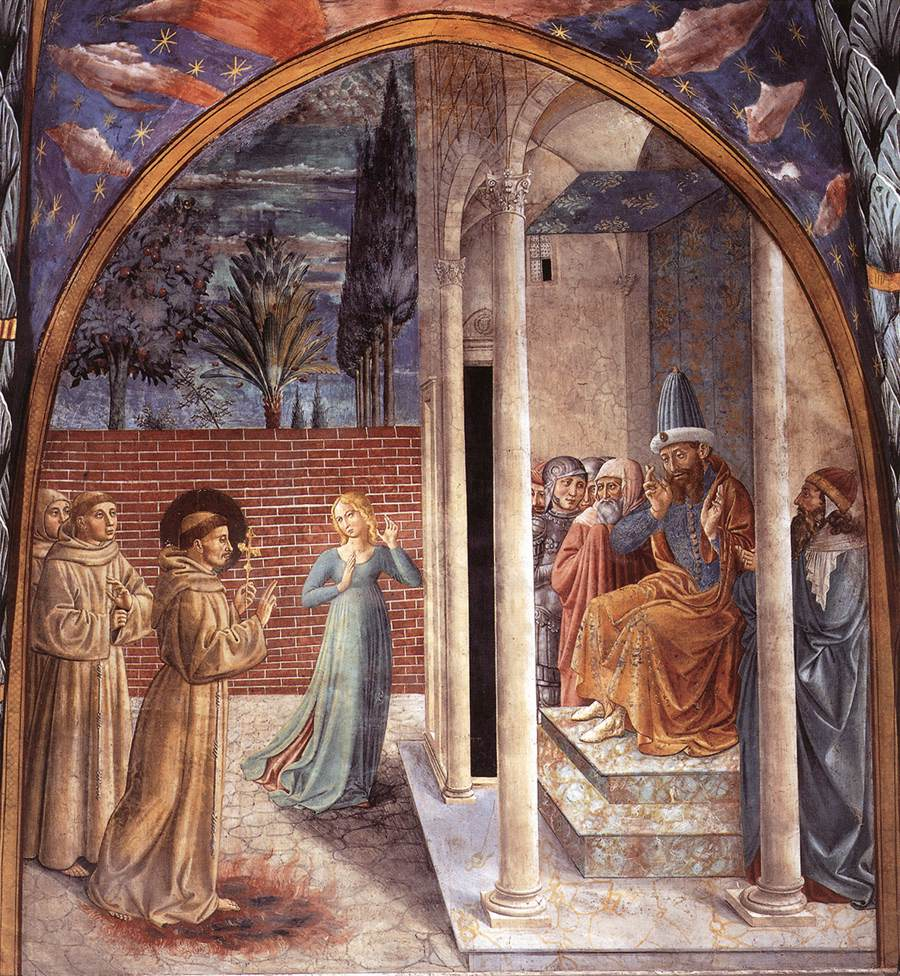
Fresque de Benozzo Gozzoli représentant François d'Assise rencontrant Al-Kâmil.
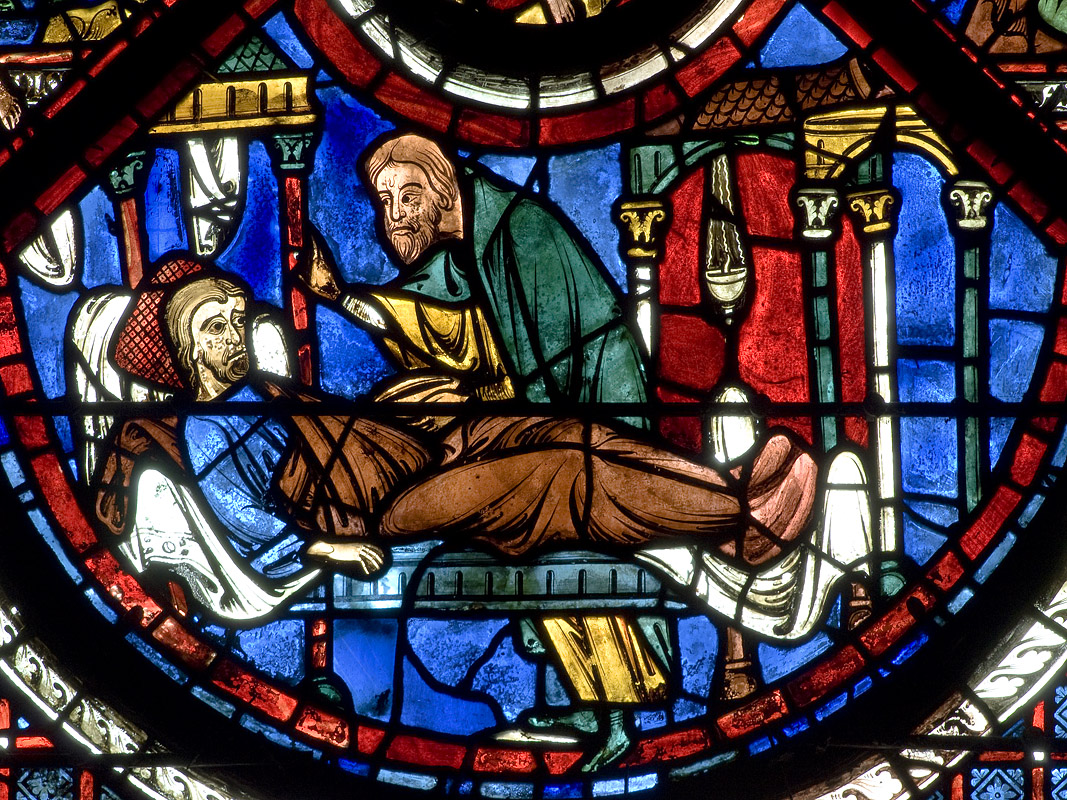
Le vitrail du Bon Samaritain dans la cathédrale de Chartres. Le Bon Samaritain est une source explicite de l'encyclique.
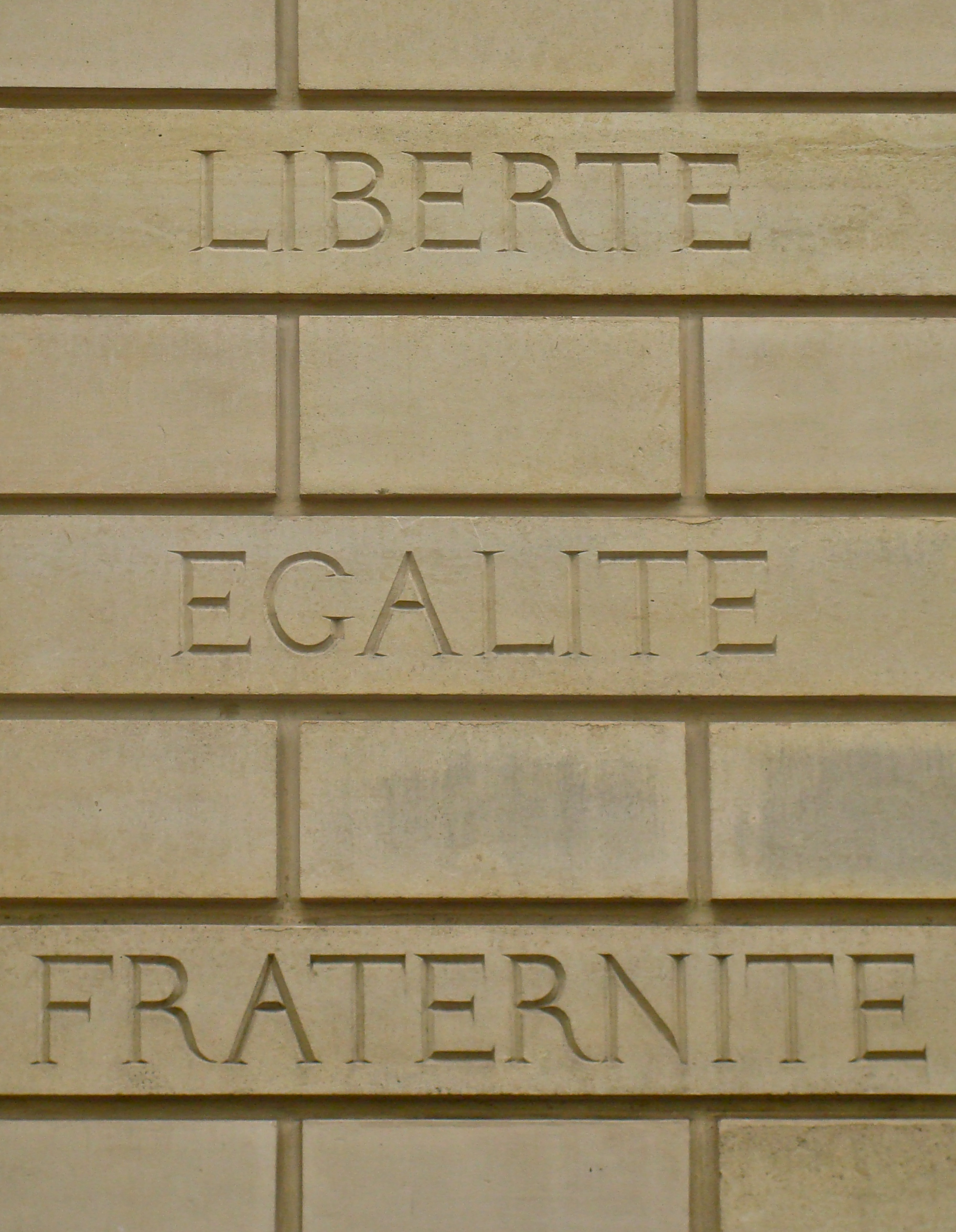
Le pape fait plusieurs références implicites à la devise française.
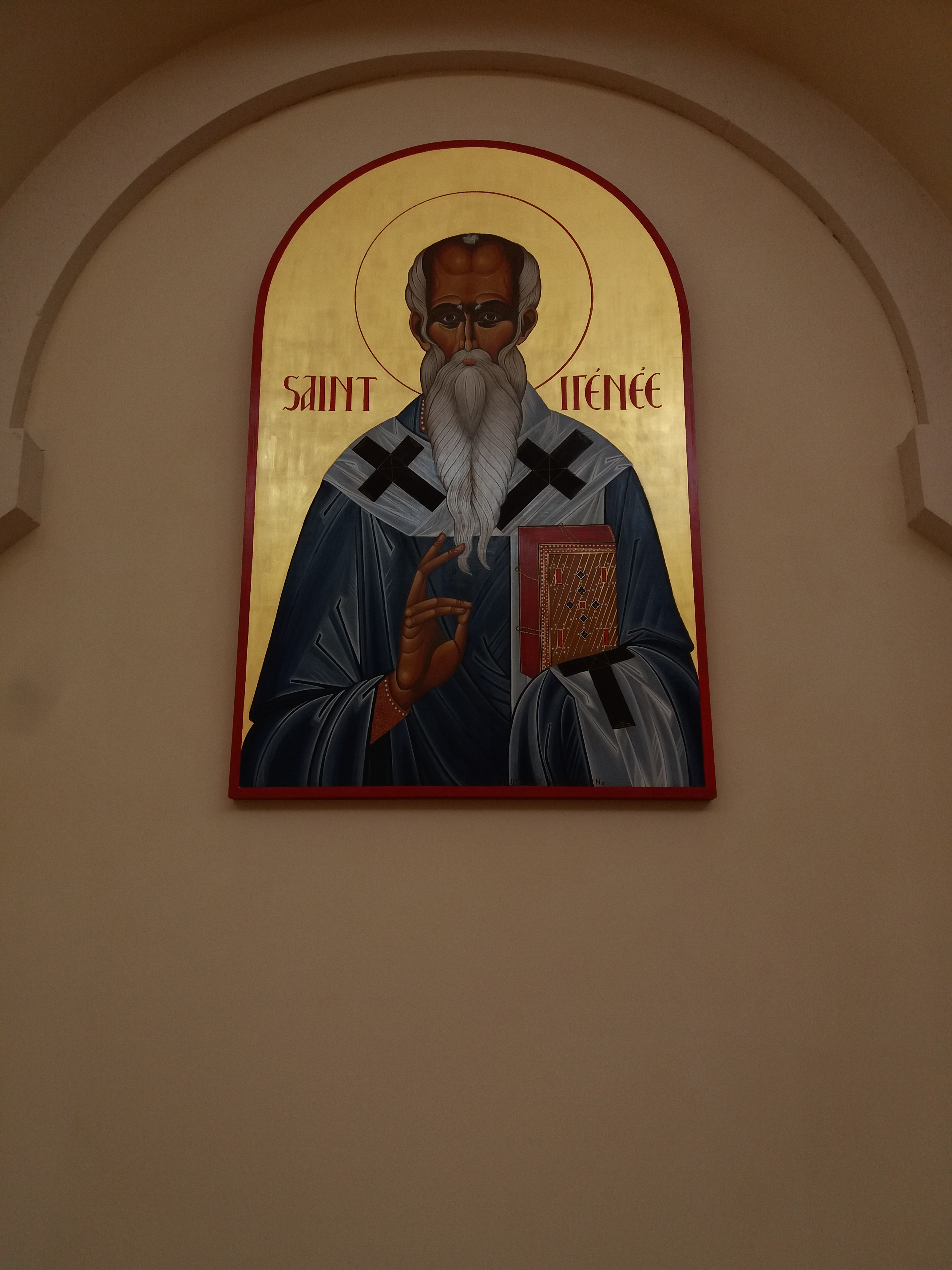
Irénée de Lyon
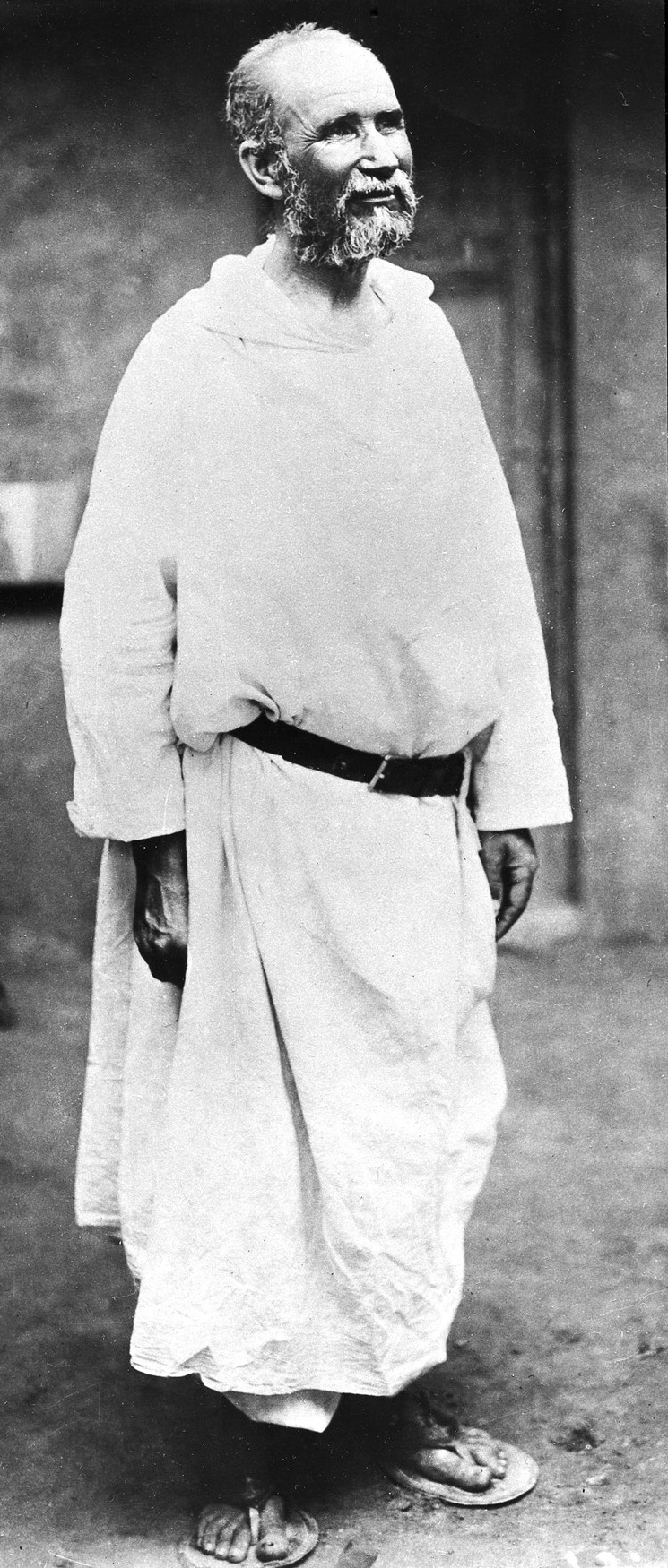
Charles de Foucauld

À l'inverse, les modèles pris en contre-exemple par le pape sont les inspirateurs du libéralisme économique, comme Bernard Mandeville et Adam Smith. François prend à contre-pied leur affirmation suivant laquelle la somme des intérêts individuels crée un intérêt commun.

## Réception
Sur la forme, la signature du document à Assise est analysée par Stefania Proietti, maire d'Assise, comme « un cadeau, un don mais aussi une responsabilité ».
Selon Kubacki, cette encyclique est perçue comme un testament spirituel de François, car s'y juxtaposent tous les thèmes qu'il affectionne : la paix, le dialogue interreligieux et social, la défense de la création, l'accueil des migrants, l'importance du pardon et la mise en place de formes politiques de la charité. L'encyclique est également perçue, sur une échelle de temps plus longue, comme une poursuite du recentrage du dogme de l'Église vers les pauvres et l'environnement. Ce recentrage n'est pas nouveau, puisqu'il commence avec Léon XIII, mais il s'accentue avec François, notamment à travers Laudato si' et Fratelli tutti.
Certains observateurs dits progressistes apprécient le contenu du message, mais déplorent que le ton général, les éléments de langage et le genre qui le structure, l'encyclique, texte nécessairement doctrinal, soient en opposition avec ce qui y est affirmé.
L'opposition du pape au concept de guerre juste est très appréciée par Andrea Riccardi, fondateur de la communauté Sant'Egidio ; ce dernier entrevoit à la lecture de l'encyclique « l'espoir d'une paix possible ». Drew Christiansen, du Berkley Center, estime pour sa part que Fratelli Tutti va aussi loin que possible pour critiquer la guerre juste sans la rejeter en bloc, tout en s'interrogeant sur l'ajustement à faire entre cette position et la « responsabilité de protéger » développée notamment par Benoît XVI dans son discours de 2008 à l'Assemblée générale des Nations unies, à partir de cas concrets.
John L. Allen, Jr. analyse cette encyclique comme s'inscrivant dans la lignée de Quadragesimo anno. 
Jean-Luc Mélenchon salue l'encyclique et écrit qu'elle « peut ouvrir un salutaire temps de réflexions partagées » et qu'elle « facilite l'émergence d'une conception universaliste fondée sur un vécu intime largement partagé […] indispensable pour construire la culture de l'entraide humaine générale face aux détresses globales que nous affrontons ». Mélenchon écrit que les mots du pape François « ressemblent assez aux [s]iens pour [qu'il en soit] ému ». Il appelle la France à entendre la « condamnation morale du Pape » et à devenir un « peuple ouvert ». Selon lui, devenir un peuple ouvert « peut déboucher sur une vision universaliste fraternelle partagée entre croyants et incroyants ». Il ajoute : « Nous aussi nous rejetons la notion de peuple enfermé dans la répétition d'une identité figée ». En parallèle, le parti communiste français relève des « convergences du vues sur le constat des évolutions du monde » entre le discours pontifical et celui du parti.
Considérée comme très politique, l'encyclique est saluée par le président de la Conférence des évêques catholiques des États-Unis, l'évêque José H. Gomez. Nombreux sont les commentateurs qui estiment que le pape remet en question, par l'intermédiaire de ce texte, l'American way of life ainsi que les idées et méthodes du président américain sortant, Donald Trump. À ce titre, Fratelli Tutti est considérée comme la dénonciation la plus virulente du populisme et du nationalisme depuis Mit brennender Sorge.
L'encyclique est également analysée comme un soutien au mouvement Black Lives Matter.
Le contraste entre l'appel du pape à veiller à l'intérêt commun et l'attitude des personnalités politiques est jugée sévèrement aux Philippines.